# جسر أمبيرا
جسر أمبيرا (بالإندونيسية: Jembatan Ampera) سابقًا كان يسمى جسر بون كارنو من افتتاحه حتى عام 1966. هو جسر رأسي في مدينة فلمبان سومطرة الجنوبية إندونيسيا. يربط بين سيبيرانغ أولو وسيبيرانغ إيلير، وهما منطقتين في فلمبان. لم يعد من الممكن فتحه للسماح للسفن بالمرور.
تم التخطيط للجسر خلال عهد أول رئيس لإندونيسيا سوكارنو الذي أراد جسرًا يمكن فتحه ومباراة لجسر تاور بريدج في لندن. وجاءت أموال البناء من تعويضات الحرب اليابانية، مع إعطاء فوجي للصناعات الثقيلة مسؤولية التصميم والبناء. في ذلك الوقت لم يكن لدى اليابان جسور من هذا النوع، ولم تكن لدى فوجي للصناعات الثقيلة خبرة في بناء الجسور. تم الافتتاح الرسمي من قبل وزير وقائد الجيش الفريق أحمد ياني في 30 سبتمبر 1965، قبل ساعات فقط من قتله على أيدي قوات تابعة لحركة 30 سبتمبر. في البداية كان يُعرف الجسر باسم جسر بونغ كارنو، ثم أعيدت تسميته باسم جسر أمبيرا.
لبضع سنوات بعد فتحه يمكن رفع امتداد الوسط بسرعة حوالي 10 أمتار في الدقيقة للسماح للسفن التي يصل ارتفاعها إلى 44.5 متر بالمرور تحتها. حدث هذا فقط عدة مرات، وبعد عام 1970 لم يعد من الممكن فتحه. السبب الرسمي لذلك هو أن الدقائق الثلاثين اللازمة لرفع الجسر تسببت في تأخير غير مقبول، وعلى أي حال فإن صهر النهر جعله غير ممكن بالنسبة للسفن الكبيرة. وفقًا للمهندس المعماري وراتمان الذي عمل كمستشار قبل البناء، كان تصميم الجسر معيبًا منذ البداية بسبب الطين اللين الذي تم بناءه عليه. ويؤكد أنه تم تجاهل مخاوفه لأسباب سياسية، وأنه مع تحول أسس الأبراج فإن الجسر مشوه لدرجة أنه لم يعد من الممكن فتحه. تمت إزالة أوزان الصابورة اللازمة لموازنة وزن الجسر في عام 1990 لمنع وقوع حوادث محتملة في حالة سقوطها.
تم تغيير لون الجسر ثلاث مرات. في البداية كان لونه رمادي، لكن تم تغييره ليصبح لونه أصفر في عام 1992. وفي عام 2002 عندما كانت إندونيسيا تحت قيادة ميجاواتي سوكارنوبوتري كرئيسية للجمهورية تم تغيير اللون مرة أخرى إلى اللون الأحمر.